# Byblos

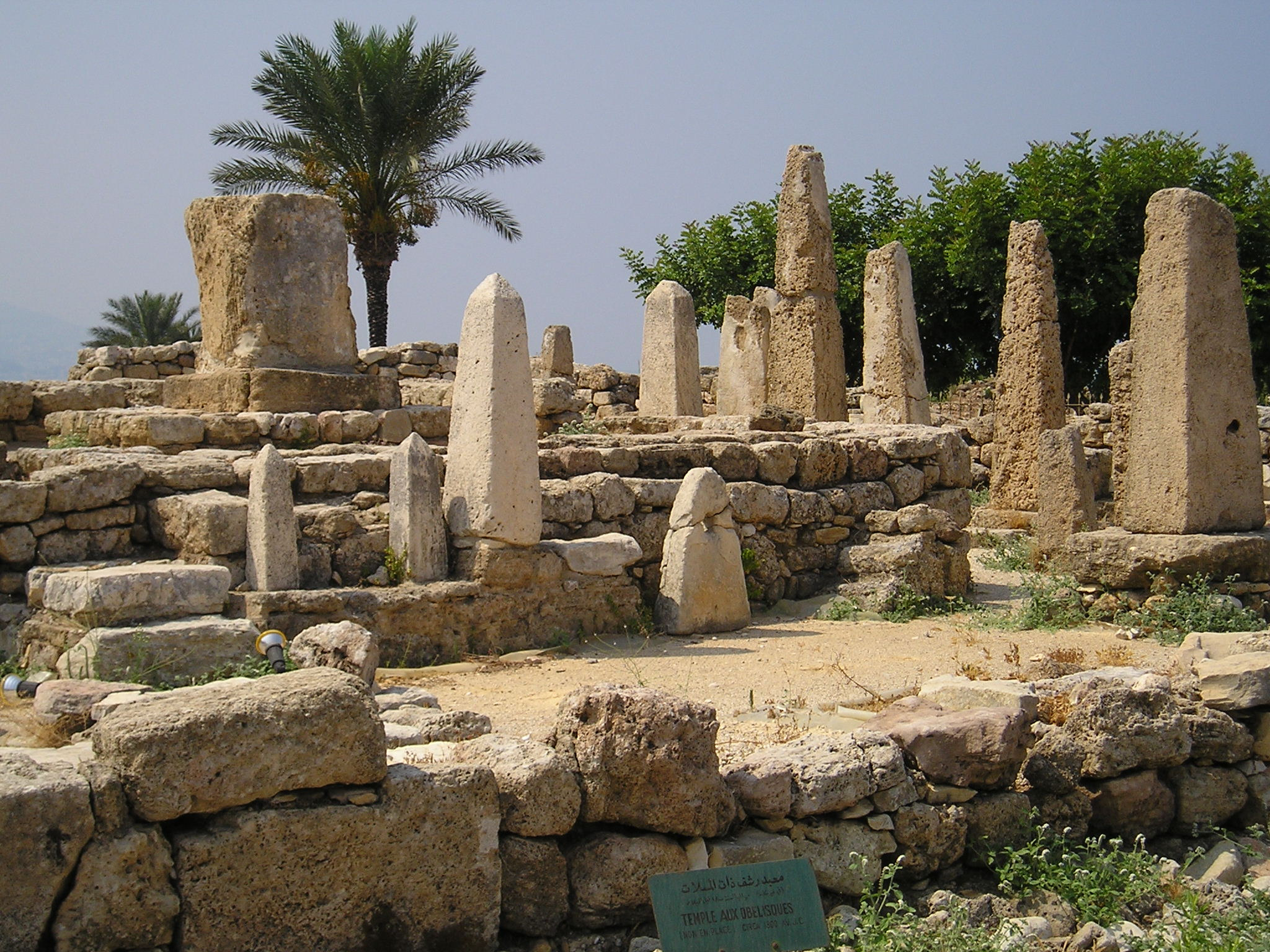
Templu antic din Byblos

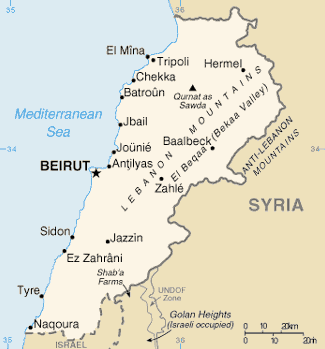
Jubayl (Byblos) pe harta Libanului.

În greacă Byblos este numele orașului fenician Gebal (greacă Βύβλος; ebraică גְבַל; anterior Gubla; în feniciană: 𐤂𐤁𐤋). În prezent se află în Liban și este numit Jubayl (جبيل), în timpul cruciadelor era cunoscut ca Gibelet. Se crede că a fost fondat în jurul anului 5000 î.Hr. Conform unor fragmente atribuite istoricului legendar pre-războiul troian Sanchuniathon, a fost construit de Cronus ca primul oraș al Feniciei. Azi este considerat ca fiind unul dintre cele mai vechi orașe din lume. Înainte Tyrului, a fost capitala Feniciei, în 1200 î.Hr. Byblos fiind cel mai puternic centru fenician